# 신소영
신소영(1979년 3월 21일 ~ )은 대한민국의 가수이다.

## 경력
- 2000년 ~ 2005년 '신순애'로 활동
- 2006년 한국근육장애인협회 홍보대사
- 2008년 '순애'로 활동

## 수상
- 1996년 배호가요제 입상
- 2021년 SBS 연기대상 신스틸러상

## 음반
- 2008년 울아저씨
- 2011년 그 정 때문에 / 뿐이야
- 2012년 당신의 울타리